# 小行星2128
小行星2128（2128 Wetherill）是一颗围绕太阳公转的小行星。1973年9月26日，埃莉諾·赫琳在帕洛马山发现了此天体。
該小行星以美國天體物理學家喬治·韋瑟里爾命名。
这颗小行星的绝对星等为331.8904264180389等。